# Dunstabzugshaube

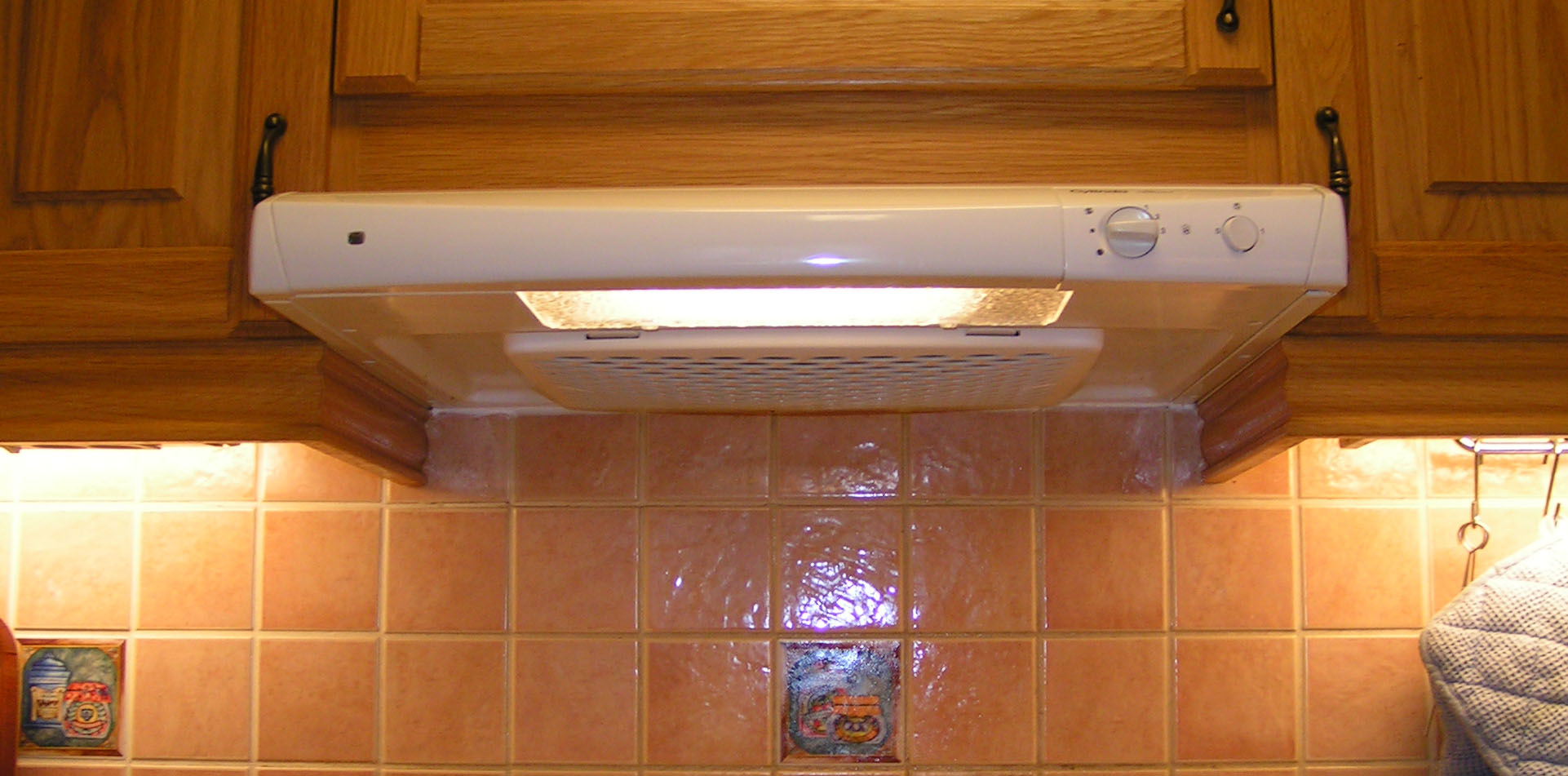
Dunstabzugshaube

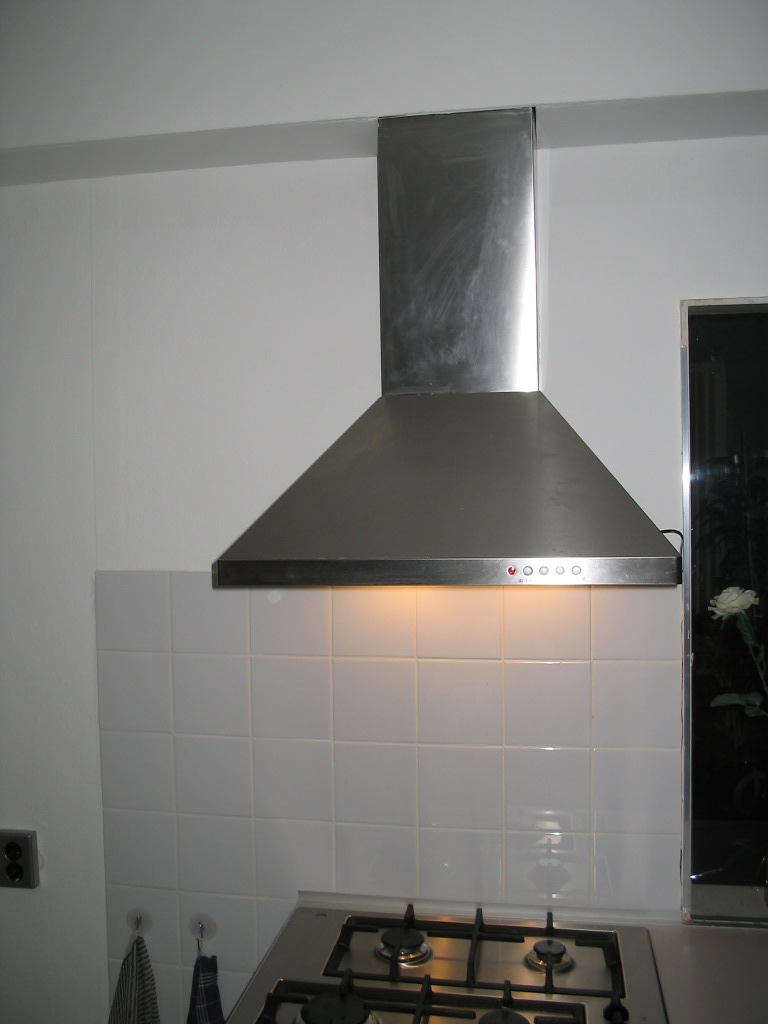
Dunstabzugshaube

Ein Dunstabzug (Fachbegriff: Wrasenabzug), im Haushalt oft in Form einer Dunstabzugshaube, ist eine Vorrichtung zum Absaugen und gegebenenfalls zum Filtern der beim Kochen entstehenden Wrasen (Koch- oder Backdunst) und Sicherstellung der Küchenabluft.
Die erste Dunstabzugshaube für den Hausgebrauch wurde in den 1940er Jahren von der Firma Vent-A-Hood in den USA entwickelt und auf den Markt gebracht.

## Funktionen

### Abfuhr des beim Kochen und Backen entstehenden fetthaltigen Wasserdampfs
Die abzuführende Fett- und Feuchtigkeitsmenge variiert entsprechend der Kochgewohnheiten in erheblichem Maße. Ohne Dunstabzug schlägt sich der Dunst an Wand- und Deckenoberflächen nieder. Die enthaltene Feuchtigkeit wird von saugfähigen Materialien aufgenommen und sollte anschließend allmählich abgelüftet werden, um sich nicht als Kondensat an den kältesten Stellen der Wand zu akkumulieren. Nicht durch den Dunstabzug abgesaugtes Fett bildet einen Fettfilm auf allen Oberflächen des Raumes, der nur mühsam zu entfernen ist und langfristig zu Verfärbungen führt.
Um zu verhindern, dass sich Fett im Inneren des Abzugs oder den angeschlossenen Lüftungsleitungen absetzt bzw. beim Umluftbetrieb wieder in die Raumluft ausgeblasen wird, können im Abzug Fettfilter oder Tröpfchenabscheider vorgesehen werden. Wird das Fett nicht aus der Abluft gefiltert, müssen die Lüftungsrohre fettdicht ausgeführt und regelmäßig von abgelagerten Fetten befreit oder komplett ausgetauscht werden. In Brand geratene Fettablagerungen sind schwierig zu löschen.

### Filtern von Koch-Gerüchen
Dunstabzugshauben können auch genutzt werden zum Filtern von Koch-Gerüchen aus der Raumluft, falls dies erwünscht ist. Reicht die Lüftung über geöffnete Fenster nicht zur Entfernung von Gerüchen aus der Küchenluft aus, so kann dies effizient über eine Abluftanlage erfolgen. Eine Umluftanlage muss mit einem Aktivkohlefilter ausgestattet sein, um Gerüche in größerem Umfang herauszufiltern. Aktivkohlefilter müssen in der Regel jeweils nach einigen Monaten ausgetauscht oder regeneriert werden. Im Test entfernen Aktivkohlefilter zwischen 40 und 85 % der verwendeten Aromastoffe.

## Betriebsarten

### Abluft
Für den Abluftbetrieb wird der Wrasen über einen Fettfilter geführt und durch großzügig bemessene Rohre (125 mm Durchmesser oder 150 mm – heute Standard) aus dem Haus geleitet. Die Verbindung dieses Rohres nach außen kann mit einem Mauerkasten hergestellt werden. Dabei ist darauf zu achten, dass die äußere Abdeckung geringen Luftwiderstand bietet, da sonst die Abzugswirkung herabgesetzt und  Energieverbrauch und Geräuschpegel heraufgesetzt werden. Ein integriertes Fliegengitter ist sinnvoll.

### Umluft
Für den Umluftbetrieb wird der Wrasen durch den Fettfilter und den Geruchsfilter geleitet und dem Raum wieder zugeführt. Diese Art des Betriebes wird für Niedrigenergiehäuser und Passivhäuser empfohlen. Sehr preisgünstige Modelle verfügen nur über einen Fettfilter.

## Bestandteile eines Dunstabzugs
- Fettfilter – meist entweder in Form von Einweg-Vliesmatten oder als Einsatz mit Metallgeflecht (Tropfenabscheider), der in der Geschirrspülmaschine gereinigt werden kann.
- Geruchsfilter – wird insbesondere bei Umluftbetrieb optional zusätzlich zum Fettfilter verwendet. Geruchsfilter enthalten häufig Aktivkohle. Es gibt regenerierbare und sogenannte wartungsfreie Aktivkohlefilter, die nach Gebrauch entsorgt werden.[2] Vliesmatten können nur einen geringen Anteil der Gerüche zurückhalten.
- Gebläse – entweder innerhalb des Gehäuses der Haube oder als externe Absaugung durch einen z. B. auf dem Dach oder an einer Außenwand installierten Ventilator.
- Oft ist in der Haube eines Dunstabzugs eine Arbeitsplatzbeleuchtung integriert.
- Ausblasöffnungen bei Umluftbetrieb und Anschlussstutzen für die Lüftungsleitung für den Abluftbetrieb.

## Ausführungen

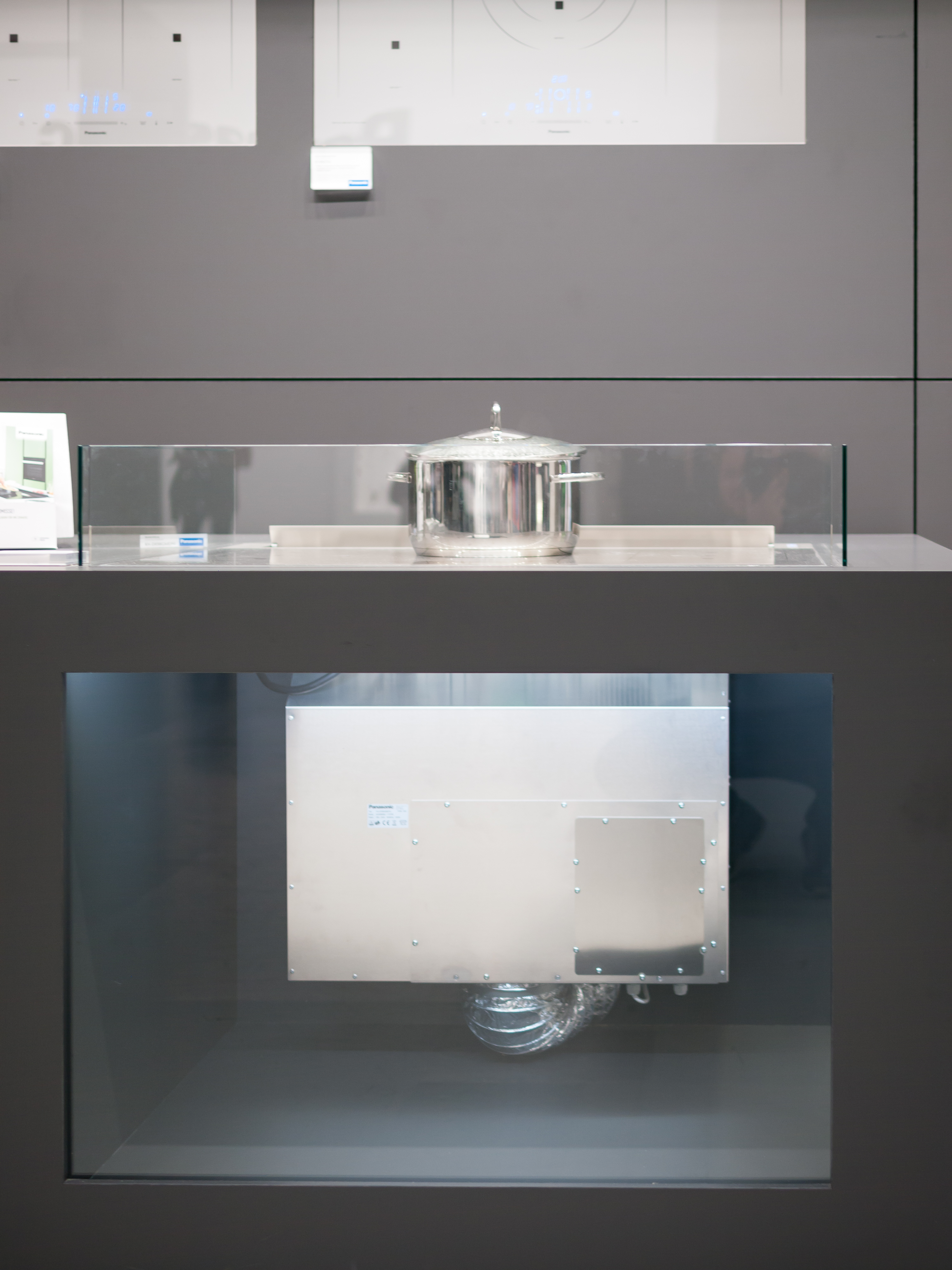
Dunstabzug unmittelbar hinter dem Kochfeld mit unterhalb installierter Technik

Die meisten Dunstabzugshauben können heute wahlweise im Umluft- oder im Abluftbetrieb eingesetzt werden.
Folgende Gerätebauformen werden eingesetzt:
- Einbauhaube, die weitgehend in einem Küchenwandschrank enthalten ist
- Unterbauhaube als der verbreitetste Typ. Häufig flach ausgeführt und zur Montage unterhalb oder in einem Hängeschrank vorgesehen, der dann auch Wrasenschrank genannt wird. Im Abluftbetrieb wird der Abluftschlauch durch den Schrank nach oben geführt. Preiswerte Dunstabzugshauben sind typischerweise 60 cm breit und 50 bis 55 cm tief und bieten eine Luftfördermenge im Umluftbetrieb zwischen 80 und 200 m³/h.[1]
- Wandhaube zur Befestigung an der Wand. Freihängende Wandhauben werden auch als Kaminhaube bezeichnet. Diese sind im Unterschied zu Unterbauhauben typischerweise aus Edelstahl gefertigt, deutlich teurer, 90 cm breit und 45 bis 55 cm tief und bieten eine Luftfördermenge im Umluftbetrieb zwischen 80 und 400 m³/h.[1]
- Inselhaube zur freien Befestigung an der Decke
- Deckenlüfter
- Flachschirmhaube
- Muldenlüfter / Kochfelddunstabzug. Im häuslichen Bereich noch wenig verbreitet sind Dunstabzüge, die im Unterschrank integriert werden und deren Absaugöffnungen sich in der Arbeitsplatte seitlich des Kochfelds befinden. Teilweise können Absaugstutzen elektrisch aus der Arbeitsplatte herausgefahren werden
- Lüfterbaustein mit separater Haube

Kopffreihauben sind zur Raummitte hin ansteigend ausgeführt, um den Blick auf das Kochfeld nicht einzuschränken.
In intensiv genutzten gewerblichen Küchen werden auch Küchenabluftdecken installiert, die von Wand zu Wand reichen und so eingerichtet werden können, dass die kalkulierten Luftmengen flexibel über dem jeweiligen Entstehungsort abgesaugt werden.
Um eine leistungsstärkere oder geräuschärmere Absaugung zu erreichen, werden externe Gebläse eingesetzt:
- Außenwandgebläse werden an der Außenseite der Außenwand angebracht
- Wandeinbaugebläse werden in (Teleskop-)Mauerkästen eingesetzt
- Dachgebläse für Schräg- und Flachdächer unterscheiden sich in der Bauform. Auf dem Schrägdach sollte das Gebläse im Windschatten der überwiegenden Windrichtung angebracht werden, um einen Luftrückstau zu vermeiden.
- Zwischenkammergebläse werden an beliebiger Stelle im Verlauf des Luftkanals installiert.[3]

Wenn Abluftleitungen in andere Räume oder durch die Decke geführt werden, sollten insbesondere im Mehrfamilienhaus thermisch auslösende Brandschutzklappen vorgesehen werden, um im Brandfall die schnelle Ausbreitung von Feuer und Rauch zu verhindern.

### Fettfilter
Vliesfilter in Mattenform können selber zugeschnitten werden. Sie bestehen gewöhnlich entweder aus dichtgepackten Cellulose-, Rayon- oder Polyesterfasern in einer Stärke von einem Millimeter oder aus einem Polyestergeflecht mit fünf Millimetern Stärke.
Manche Vliese enthalten einen optischen Indikator, der die aufgenommene Fettmenge anzeigt, indem ein fettlöslicher Farbstoff an der Oberfläche der Matte sichtbar wird. Typischerweise muss ein Vliesfilter nach einem bis drei Monaten ausgewechselt und entsorgt werden.
Tröpfchenabscheider basieren entweder auf der Erzeugung von Luftwirbeln zur Abscheidung durch Zentrifugalkraft oder veranlassen die trägeren Tröpfchen, sich bei der Umlenkung der abgesaugten Luft an den Oberflächen eines Maschenfilters oder Gewebes abzusetzen.
Maschenfilter bestehen aus mehreren Lagen Aluminium- oder Edelstahlgeflecht und besitzen meist einen umlaufenden Rahmen, durch den sich die Filterkassette besser handhaben lässt. Die trägen Fettpartikel werden beim mehrfachen Richtungswechsel der durchströmenden Luft durch die Zentrifugalkraft auf das Geflecht gelenkt und haften dort an. Die Effektivität hängt nicht nur von der Stärke des Filters, sondern auch von der Form der Maschen und der Strömungsgeschwindigkeit ab.
Oft wird die Kassette in der Haube durch eine umlaufende Magnetleiste gehalten.
Maschenfilter können einfach in der Spülmaschine gereinigt werden. Wenn in der Maschine zugleich verschmutztes Geschirr gereinigt wird, können sich Speisereste im Filter absetzen. Aluminiumfilter verfärben sich häufig durch die alkalischen Reinigungsmittel, was die Haltbarkeit der Filter in der Regel nicht wesentlich beeinflusst.
Empfohlen wird eine Reinigung nach 15 bis 40 Betriebsstunden, jedoch spätestens nach zwei bis vier Wochen. Einige Fette können im Laufe der Zeit verharzen und lassen sich dann mit Haushaltsmitteln kaum noch aus dem Filter entfernen. Das Gleiche gilt für härtende Öle, wie etwa Sonnenblumenöl. Wenn heißes Fett auf dem Herd in Brand gerät, können sich fettbeladene Filter ebenfalls entzünden und das Feuer kann sich durch die angeschlossene Abluftleitung verbreiten.
Auch bei Labyrinthfiltern und Zentrifugalabscheidung werden Wasser-, Fett- und Ölpartikel während der Verwirbelung der Luft durch die Fliehkraft vom Kochwrasen separiert.
Die Zentrifugalabscheidung kommt ohne Fettfilter aus. Die flüssigen Partikel prallen hierbei an die Wandung der Luftführung und können von dort abgewischt werden. Größere Mengen Fett, die in Abzugshauben für gewerbliche Küchen anfallen, laufen in einem Auffanggefäß zusammen und können von dort abgelassen werden.
Mehrere hintereinander platzierte Filter werden von manchen Herstellern als Kaskadenfilter bezeichnet.

### Geruchsfilter
Da Vliesfilter kaum Gerüche binden können, werden Umluftgeräte heute oft mit Aktivkohlefiltern verwendet, die in Form von Matten oder als Kassette in den Abzug eingesetzt werden.
Zur gleichmäßigen Verteilung der Aktivkohle sollten Filter mit lose eingefülltem Granulat vor dem Einsetzen leicht geschüttelt werden.
Aktivkohlefilter sollten nach 120 bis 200 Betriebsstunden oder nach 3 bis 12 Monaten regeneriert oder ausgetauscht und im Hausmüll entsorgt werden.
Einige regenerierbare Filter können durch Erhitzung im Backofen regeneriert werden. Andere werden in der Geschirrspülmaschine bei bis zu 65 °C gereinigt und anschließend im Backofen getrocknet. Regenerierbare Filter sollten nach ungefähr drei Jahren ausgetauscht werden, da ihre Wirksamkeit mit der Zeit nachlässt.
Aktivkohlefilter sollen nie ohne gesonderten Fettfilter betrieben werden, da sie sonst schnell verstopfen. Nach dem Kochen sollte die Dunstabzugshaube zehn bis zwanzig Minuten nachlaufen, um die feuchte Aktivkohle wieder zu trocknen.

## Betrieb
Neu errichtete Gebäude werden seit den 90er Jahren vermehrt luftdicht ausgeführt. Zur wirksamen Abführung der Küchenluft ist dann zeitgleich der Zutritt von Luft über eine Lüftungsanlage oder über geöffnete Fenster erforderlich. Empfohlen wird, beim Betrieb der Abzugshaube ein Fenster an der gegenüberliegenden Wand zu öffnen. Luft, die durch seitlich liegende Fenster eintritt, strömt quer auf den Herd zu und kann den Wrasen von der Abzugshaube wegführen.
Befindet sich in der Wohnung eine raumluftabhängige Feuerstätte, wie etwa eine Gas-Etagenheizung, ein Gas-Durchlauferhitzer, ein offener Kamin, ein Kachel- oder ein Kaminofen, so sind beim Betrieb einer Dunstabzugshaube besondere Maßnahmen erforderlich, um sicherzustellen, dass keine Verbrennungsgase in die Räume gesaugt werden. Im einfachsten Fall erlaubt ein Kontaktschalter am Fenster den Betrieb des Gebläses nur bei geöffnetem Fenster.

## Hygiene
Jede Dunstabzugshaube muss für eine bestmögliche Reinigungswirkung regelmäßig gereinigt werden. Überfettete Fettfilter, die lange nicht gereinigt werden, bedeuten Brandgefahr. Für saubere Dunstabzugshauben gilt: Fettfilter einmal monatlich reinigen.
Im Bereich der Gastronomie gelten die VDI 6022 bezüglich der Hygieneinspektion und die EG-Verordnung Nr. 852/2004 zu Gefahrenanalyse und kritische Kontrollpunkte (HACCP), die vor allem für die Auslegung der Belüftungstechnik verantwortlich ist.

## Auslegung und Montage
Die maximale Luftleistung der Abzugshaube sollte etwa dem 12-fachen Raumvolumen entsprechen.
Oberhalb von Elektrokochfeldern wird häufig ein Abstand von 60 cm zur Unterkante der Abzugshaube angenommen. Um die Wirksamkeit des Dunstabzugs nicht zu reduzieren, sollte bei einem größeren Abstand auch ein stärkerer Dunstabzug gewählt werde. Allgemein sollte ein Abstand von 90 cm in der Regel nicht überschritten werden. Sofern nur durchschnittlich große Personen die Kochstelle nutzen, kann etwa bei einer nur 45 cm tiefen Haube auch ein Abstand von 55 cm ausreichen. Mit einer typischen Arbeitsflächenhöhe von 82 bis 86 cm ergibt sich eine Installationshöhe der Unterkante des Geräts von mindestens 137 cm und höchstens 175 cm, mit einem Standardmaß von rund 145 cm. Der Elektroanschluss kann etwa 10 cm darüber vorgesehen werden.
Nutzen nur Personen mit einer Körpergröße über 175 cm die Kochstelle sind gegebenenfalls größere Maße anzunehmen.
Um die Gefahr der Entzündung von in der Abzugshaube abgelagertem Fett zu reduzieren, sollte bei Gaskochfeldern der Abstand zur Unterkante der Abzugshaube wenigstens 65 cm betragen.
Die Abzugshaube sollte beiderseits etwa 10 cm breiter sein als das Kochfeld. Von der Außenkante des Kochfelds zur Außenkante der Haube sollte sich gegenüber dem Lot ein Winkel von 5° bis 8° ergeben.
Wenn häufiger mit einem Luftzug quer zur Kochstelle zu rechnen ist, wie es etwa bei freistehenden Kochinseln der Fall ist, sollte der Überstand der Abzugshaube beiderseits auf 15 bis 20 cm erhöht werden. Der entsprechende Winkel beträgt 10° bis 12°.
Ist ein Überstand der Haube unerwünscht, kann alternativ eine Abzugshaube gewählt werden, bei der die Absaugung nicht gleichmäßig über die gesamte Fläche verteilt, sondern vornehmlich nur am Rand geschieht.